# Roca dels Moros
A Roca dels Moros (Cova dos Mouros) ou Cavernas de El Cogul é um caverna que contém arte rupestre pré-histórica. O complexo encontra-se em El Cogul, comunidade autónoma da Catalunha, Espanha. Desde 1998 as pinturas são protegidas como patrimônio mundial pela UNESCO (referência 874).
Inscrições em escrita ibérica levantina e no alfabeto latino, uma delas sendo um ex-voto, indicam que o uso desse lugar como um santuário foi estendido para os tempos Ibéricos e Romanos.
Perto das pinturas há um cemitério com tumbas esculpidas na rocha.

## As dançarinas de Cogul
Na Roca dels Moros existem quarenta e cinco figuras, das quais trinta e oito foram pintadas de vermelho claro, preto e vermelho escuro, sete estão gravadas na rocha. A cena de dança é a mais famosa das pinturas. Nove mulheres são retratadas, algo novo na arte Espanhola. Algumas são pintadas de preto e outras de vermelho. Elas são vistas dançando em volta de uma figura masculina com um estranhamente grande falo. Junto aos humanos, existem vários animais.

## Descoberta e Conservação
As pinturas foram descobertas em 1908 pelo reitor do vilarejo, Ramon Huguet, e um relatório foi publicado no mesmo ano. Os primeiros pré-historiadores a estudar a pintura, como Henri Breuil e Juan Cabré, acreditavam que aquela arte rupestre levantina pertencia ao período paleolítico. Agora há um consenso que as pinturas são do período pós-paleolítico, apesar de ainda haver incertezas até hoje.
O trabalho de conservação ficou sobre os cuidados do Museu d'Arqueologia de Catalunya. Há planos para a criação de um centro de visitantes para interpretar o sítio e pormover Cogul no contexto de uma "rota da arte rupestre", o ligando a sítios similares na Catalunha como o Abrics de l’Ermita em Ulldecona.